# Finlay Robertson
Finlay Robertson (Dundee, 12 novembre 2002) è un calciatore scozzese, centrocampista del Dundee.

## Carriera

### Club
Cresciuto nel settore giovanile del Dundee, ha debuttato in prima squadra il 18 maggio 2019 nell'incontro di prima divisione scozzese perso 3-2 contro il St. Mirren. Utilizzato con maggior frequenza nella stagione 2019-2020, con il club retrocesso in seconda divisione, l'annata successiva (conclusasi con il ritorno in prima divisione) ha trovato meno spazio complici alcuni infortuni e nell'agosto del 2021 è stato ceduto in prestito al Cove Rangers, club di terza divisione, dove è rimasto fino al gennaio del 2022.
Rientrato a Dundee, ha segnato il suo primo gol in carriera in competizioni professionistiche il 26 novembre 2022 nell'incontro di Coppa di Scozia vinto 6-2 contro l'Airdrieonians; conclude la stagione 2022-2023 con la vittoria del campionato di seconda divisione, giocando poi 13 partite in prima divisione nella stagione 2023-2024 ed ulteriori 29 partite nella stagione 2024-2025.

### Nazionale
Ha giocato con le nazionali giovanili scozzesi Under-18 ed Under-21.

## Statistiche

### Presenze e reti nei club
Statistiche aggiornate al 5 agosto 2025.
| Stagione            | Squadra         | Campionato      | Campionato | Campionato | Coppe nazionali | Coppe nazionali | Coppe nazionali | Coppe continentali | Coppe continentali | Coppe continentali | Altre coppe | Altre coppe | Altre coppe | Totale | Totale | Totale |
| Stagione            | Squadra         | Comp            | Pres       | Reti       | Comp            | Pres            | Reti            | Comp               | Pres               | Reti               | Comp        | Pres        | Reti        | Pres   | Reti   |        |
| ------------------- | --------------- | --------------- | ---------- | ---------- | --------------- | --------------- | --------------- | ------------------ | ------------------ | ------------------ | ----------- | ----------- | ----------- | ------ | ------ | ------ |
| 2018-2019           | Dundee          | SP              | 1          | 0          | CS+CdL          | 0+5             | 0               | -                  | -                  | -                  | -           | -           | -           | 6      | 0      |        |
| 2019-2020           | Dundee          | 1D              | 16         | 0          | CS+CdL          | 0               | 0               | -                  | -                  | -                  | CC          | 0           | 0           | 16     | 0      |        |
| 2020-2021           | Dundee          | 1D              | 6          | 0          | CS+CdL          | 1+3             | 0               | -                  | -                  | -                  | CC          | 0           | 0           | 10     | 0      |        |
| lug.-ago. 2021      | Dundee          | SP              | 2          | 0          | CS+CdL          | 0+3             | 0               | -                  | -                  | -                  | CC          | 1           | 0           | 6      | 0      |        |
| ago. 2021-gen. 2022 | Cove Rangers    | 2D              | 10         | 0          | CS+CdL          | 0               | 0               | -                  | -                  | -                  | CC          | 0           | 0           | 10     | 0      |        |
| gen.-giu. 2022      | Dundee          | SP              | 0          | 0          | CS+CdL          | 0               | 0               | -                  | -                  | -                  | -           | -           | -           | 0      | 0      |        |
| 2022-2023           | Dundee          | 1D              | 8          | 0          | CS+CdL          | 2+2             | 1+0             | -                  | -                  | -                  | CC          | 2           | 2           | 14     | 3      |        |
| 2023-2024           | Dundee          | SP              | 13         | 0          | CS+CdL          | 0+3             | 0               | -                  | -                  | -                  | CC          | 1           | 0           | 17     | 0      |        |
| 2024-2025           | Dundee          | SP              | 29         | 0          | CS+CdL          | 3+5             | 0               | -                  | -                  | -                  | -           | -           | -           | 37     | 0      |        |
| 2025-2026           | Dundee          | SP              | 1          | 1          | CS+CdL          | 0+4             | 0               | -                  | -                  | -                  | -           | -           | -           | 5      | 1      |        |
| Totale carriera     | Totale carriera | Totale carriera | 86         | 1          |                 | 31              | 1               |                    | -                  | -                  |             | 4           | 2           | 121    | 4      |        |

## Palmarès

### Club

#### Competizioni nazionali
- Scottish Championship: 1

Dundee: 2022-2023